# Paleacantocèfals

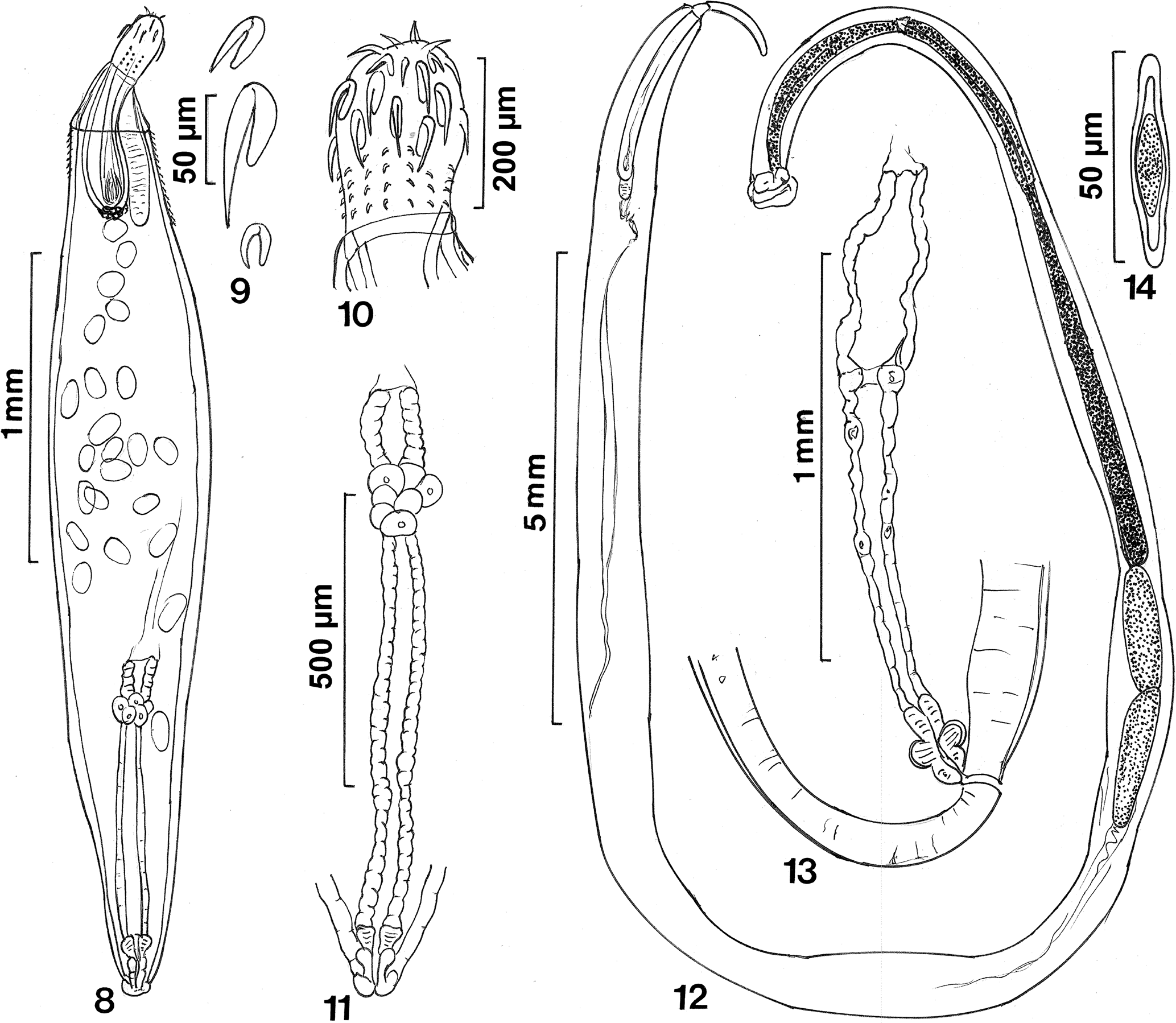
Heterosentis mongcai Amin, Heckmann & Ha, 2014 & Filisoma indicum Van Cleave, 1928

Els paleacantocèfals (Palaeacanthocephala, gr. "acantocèfals antics") són una classe de l'embrancament Acanthocephala els adults del qual parasiten fonamentalment peixos, aus i mamífers aquàtics. En aquests animals, el nucli de la hipodermis està fragmentat i els mascles tenen set glàndules cimentants, a diferència dels arquiacantocèfals que en tenen vuit.

## Taxonomia
La classe Palaeacanthocephala inclou 765 espècies en tres ordres i 13 famílies:
Ordre Echinorhynchida
- Família Arhythmacanthidae
- Família Cavisomidae
- Família Transvenidae
- Família Echinorhynchidae
- Família Fessisentidae
- Família Heteracanthocephalidae
- Família Illiosentidae
- Família Pomphorhynchidae
- Família Rhadinorhynchidae

Ordre Polymorphida
- Família Centrorhynchidae
- Família Plagiorhynchidae
- Família Polymorphidae

Order Heteramorphida
- Família Pyrirhynchidae